# 청주 곽씨
청주 곽씨(淸州 郭氏)는 충청북도 청주시를 관향으로 삼는 한국의 성씨이다. 시조 곽상(郭祥)은 신라 헌강왕(憲康王) 때 시중(侍中)을 지냈다. 곽상의 증손자인 곽원(郭元)은 996년(성종 15) 과거에 급제하여 형부상서(刑部尙書)를 거쳐 추성문리공신(推誠文理功臣)의 칭호를 받고, 1027년 참지정사(叅知政事)에 이르렀다.

## 역사
청주 곽씨(淸州 郭氏)의 시조(始祖)인 곽상(郭祥)은 신라 헌강왕(憲康王) 때 시중(侍中)을 지냈으며 문장(文章)이 뛰어나 동방의 석학(碩學) 문창후(文昌侯) 최치원(崔致遠)과 교분(交分)을 나누었다.
곽상의 후계 2대가 실전되어 증손인 곽원(郭元)을 1세조로 한다. 중시조 곽원(郭元)은 청주(淸州)의 상당현(上黨縣) 출신으로 996년(고려 성종 15) 문과에 급제하여 형부 시랑(刑部侍郞)과 우간의대부(右諫議大夫)를 거쳐 1023년 중추원사(中樞院使)를 역임하고, 1025년 추성문리공신 상주국(推誠文理功臣上柱國)에 올랐으며, 1027년 참지정사(參知政事)가 되었다.
곽원(郭元)의 손자인 곽상(郭尙)은 선종 때 추밀원좌승선(樞密院左承宣)이 되었으며 권세가 날로 성하여 숙종이 즉위한 뒤 호부상서에 제수(除授)되었고, 서경유수(西京留守)·형부상서·상서우복야 참지정사(尙書右僕射參知政事)를 역임하였으며, 1103년(숙종 8)에 수사공(守司空)으로 치사하였다. 시호는 순현(順顯)이다.
곽상의 증손자 곽여(輿)는 고려 예종(睿宗)과의 세자(世子) 때 친분으로 순복전(純福殿)에 있으면서 왕과 담론을 나누었고, 예부 원외랑(禮部員外郞)이 되었다가 사직하고 금주(金州)의 초당(草堂)으로 돌아가자 왕이 성동(城東)의 약두산(若頭山)에 산재(山齋)를 짓게 하고 <허정재(虛靜齋)>로 사액(賜額) 한 후 왕이 산책을 나오면 들러 함께 시(詩)를 읊고 즐겨 세칭 <금문우객(金門羽客)>으로 불리었다.
곽원의 10세손인 곽연준(郭延俊)이 전법판서(典法判書), 광정대부(匡靖大夫) 판개성부윤(判開城府尹) 등을 역임하고 청원군(淸原君)에 봉해졌다. 시호는 충헌(忠憲)이다.

## 인물
고려시대에 수사공(守司空)을 지낸 곽상(郭尙), 그의 아들로 예종의 사부(師傅)를 지낸 곽여(郭輿), 문장·서예가로서 밀직사지사(密直司知事)를 지낸 곽예(郭預), 조선 태조 때 이조판서를 지낸 곽존중(郭存中), 세종 때 무장으로 여진족을 무찌른 곽승우(郭承祐), 호조판서·경상감사를 지낸 곽연성(郭連城), 왕자사부(王子師傅)로서 연잉군(延礽君: 조선 영조)을 보도(輔導), 후에 별제(別提)·이인도찰방(利仁道察訪)을 역임한 곽시징(郭始徵)이 유명하다.

### 정재계 저명인
- 곽의영(郭義榮, 1912년 ~ ) : 제8대 체신부 장관, 제2·3·4대 국회의원
- 곽윤직(郭潤直, 1925년 ~ ) : 서울대학교 법대 교수
- 곽정현(郭定鉉, 1933년 ~ ) : 제11대 국회의원, 충청향우회 총재
- 곽노권(郭魯權, 1938년 ~ ) : 한미반도체 회장
- 곽호영(郭豪榮, 1946년 ~ ) : 중앙대학교 기계공학부 교수
- 곽선기(郭琁基, 1949년 ~ ) : 서희건설 대표이사
- 곽주영(郭周榮, 1952년 ~ ) : KT&G 사장
- 곽남신(郭南信, 1953년 ~ ) : 한국예술종합학교 조형예술과 교수
- 곽노현(郭魯炫, 1954년 ~ ) : 제18대 서울시 교육감
- 곽수종(郭守鐘, 1962년 ~ ) : 조지메이슨대 송도 IGC 초빙강사
- 곽재영(郭宰榮, 1965년 ~ ) : 관악 서울대학교 치과병원 병원장. 서울대학교 치대 교수.
- 곽노성(郭魯聖, 1969년 ~ ) : 제2대 식품안전정보원 원장. 한양대학교 과학기술정책학과 특임교수.

## 과거 급제자
청주 곽씨는 고려시대 문과 급제자 8명, 조선시대 문과 급제자 14명을 배출하였다.
고려 문과
곽린(郭麟) 곽복(郭復) 곽순(郭恂) 곽여(郭輿) 곽예(郭預)
곽원(郭元) 곽진(郭鎭) 곽추(郭樞)
고려 사마
곽충수(郭忠秀)
무과
곽만원(郭萬遠) 곽수(郭琇) 곽윤신(郭潤身) 곽종묵(郭宗默) 곽천기(郭天基)
문과
곽건(郭建) 곽만적(郭萬績) 곽성제(郭聖濟) 곽열(郭說) 곽용백(郭龍伯)
곽용제(郭龍濟) 곽존중(郭存中) 곽지흠(郭之欽) 곽진순(郭鎭純) 곽치섭(郭致燮)
곽회영(郭懷英) 곽회준(郭懷俊) 곽희태(郭希泰) 곽희태(郭希泰)
생원시
곽공신(郭拱辰) 곽만적(郭萬績) 곽성제(郭聖濟) 곽수옥(郭秀玉) 곽수인(郭守仁)
곽수지(郭守智) 곽영진(郭永振) 곽완(郭完) 곽진운(郭鎭雲) 곽진유(郭鎭維)
곽후태(郭后泰)
진사시
곽경종(郭璟鍾) 곽세적(郭世績) 곽우(郭宇) 곽원종(郭遠鍾) 곽윤근(郭潤根)
곽임도(郭林道) 곽정규(郭貞奎) 곽지흠(郭之欽) 곽진기(郭鎭基) 곽진위(郭鎭緯)
곽창징(郭昌徵) 곽창현(郭昌鉉) 곽회준(郭懷俊) 곽희태(郭希泰)
역과
곽지원(郭之元)
음관
곽기락(郭基洛) 곽정묵(郭正默) 곽종묵(郭宗默) 곽치섭(郭致燮)

## 인구
- 1985년 5,670가구 24,466명
- 2000년 5,601가구 18,218명
- 2015년 20,713명